# Tomasz Andrzej Tokarski
Tomasz Andrzej Tokarski (ur. 21 października 1969 w Świnoujściu) – polski cybernetyk i ekonomista „nowej fali”, przedsiębiorca, jeden z pionierów tzw. tokenizacji, czyli nowego sposobu finansowania przedsięwzięć gospodarczych, polegającym na kojarzeniu ze sobą rynków wirtualnych (kryptowalutowych) z rzeczywistymi rynkami gospodarczymi. Swoje wizje realizuje zarówno w Europie, jak i na rynkach Ameryki Pn. i Pd. Tomasz Tokarski występuje również pod pełnym nazwiskiem Tomasz Reminsson – Tokarski po prababci, która była Łotyszką z d. Remincini – Reminsson.

## Edukacja
Jest absolwentem VI LO w Gdyni klasy o profilu matematyczno-fizycznym i Cybernetyki Ekonomicznej i Informatyki (kierunku Ekonometria i Statystyka ze specjalizacją Statystyka) Uniwersytetu Gdańskiego w Gdańsku. W latach 1989–1992 studiował również na Politechnice Gdańskiej w Gdańsku na kierunku Budownictwo Lądowe.

## Kariera
W latach 1992–1993 zatrudniony jako Inspektor Kredytowy w Banku Komunalnym SA w Gdyni. Od 1993 roku pracuje w Centrali Banku Gdańskiego SA w Gdańsku, jako inspektor w Departamencie Marketingu, Strategii i Rozwoju, a później w Biurze Depozytów Detalicznych jako kierownik i lider zespołu oraz w Departamencie Skarbu BG SA kolejno na stanowiskach dealer CP (commercial papers) oraz Chief Dealer of Commercial Desk. Członek Rady Nadzorczej Spółki zależnej Banku Gdańskiego SA – Centrum Notowań Wierzytelności, jednego z pierwszych przedsięwzięć tego rodzaju na polskim rynku pieniężnym i kapitałowym.
We wrześniu 1997 roku w Warszawie organizuje dla Aleksandra Gudzowatego – miliardera i wówczas najbogatszego Polaka – Departament Rynku Pieniężnego i Kapitałowego (DRPiK) w Centrali Banku Współpracy Europejskiej SA oraz kolejno Departament Private Banking BWE SA oraz spółkę zależną BWE Asset Management SA z siedzibą w Warszawie, w której zostaje Prezesem Zarządu. W latach 1997–1998 był również członkiem Rady Nadzorczej BWE Domu Inwestycyjnego SA.
W 1998 roku kierowany przez niego DRPiK jako pierwszy w Polsce wprowadza na rynek Opcje Walutowe formalno-prawnie zatwierdzone przez Główny Inspektorat Nadzoru Bankowego przy NBP.
W 1999 roku mając zaledwie 30 lat, powołuje do życia Greenhouse Capital Management SA z siedzibą w Sopocie (GCM). GCM był pierwszym podmiotem w Polsce, który oferował niebankowym (niefinansowym) uczestnikom rynku komercyjnego w Polsce, usługi w zakresie treasury oraz sekurytyzacji wierzytelności. Wykorzystując doświadczenia zdobyte podczas pracy w bankach, niespełna po roku od rozpoczęcia działalności GCM został liderem na rynku wierzytelności w Polsce. W 2001 roku, dzięki doskonałej organizacji back-office, a także utworzonemu systemowi IT komunikacji z klientami – GreenNet oraz przy współpracy z niezależnym, profesjonalnym podmiotem Medical Rating SA – Systemy oceny w ochronie zdrowia, wspólnie z Leszkiem Czarneckim – wówczas jednym z najbogatszych Polaków – poprzez jego podmiot zależny – LC Corp oraz bezpośrednio z Credit Swiss First Boston (jednym z największych banków inwestycyjnych), dochodzi do rozpoczęcia realizacji projektu sekurytyzacji zadłużenia szpitali polskich, gdzie CSFB przeznaczył na ten projekt kwotę 650 mln EUR.
W 2002 roku przy ścisłej współpracy z prof. Zbigniewem Religą – ówczesnym Dyrektorem Kliniki Kardiologii w Aninie, GCM SA organizuje dla kliniki finansowanie na zakup robota chirurgicznego Da Vinci – urządzenia zaprojektowanego w celu ułatwienia wykonywania skomplikowanych zabiegów chirurgicznych metodą małoinwazyjną, zwłaszcza w zabiegach ginekologicznych, urologicznych oraz kardiologicznych. Projekt realizowany był przy współpracy z General Electric Medical Systems, jako dostawcy sprzętu oraz przy współudziale Ex-Im Bank (Export-Import Bank Of the United States). Łączna wartość inwestycji przekraczała 12 mln USD.
W 2006 roku po przeszło rocznym stażu i praktyce w CB Global Trading, LLC w Bostonie, Tomasz Tokarski wprowadza, jako jeden z pierwszych w Polsce, elektroniczną platformę obrotu wirtualnymi instrumentami finansowymi. Projekt realizowanych jest poprzez spółkę CB Global Trading Polska (CBGTP) z siedzibą w Warszawie. CBGTP zostaje również bezpośrednim brokerem Gain Capital z USA, właściciela domeny www.forex.com.
CBGTP zajmuje wysokie miejsce w konkursie unijnym dzięki czemu pozyskuje dofinansowanie na stworzenie systemu szkoleń doskonalących umiejętności zawodowe w zakresie zarządzania ryzykiem finansowym. CBGTP przeprowadza liczne szkolenia grupowe i indywidualne wykorzystując do tego szkoleniowy Dealing Room przy ul. Żurawiej w Warszawie oraz wówczas jedyny Polsce, profesjonalny Trading Room zlokalizowany na zbiegu ulic J.P. II i Al. Jerozolimskich w Warszawie.
W 2009 roku, wspólnie z reżyserem i producentem Patrykiem Vega powołuje pierwszy w Polsce – quasi fundusz filmowy pod nazwą East Pictures SA z siedzibą w Warszawie i jako producent bezpośredni nadzoruje produkcję: Ciacho 2011, 4:13 do Katowic 6D (Pierwsza Nagroda na Festiwalu w Nowym Jorku), 6 Kroków (współprodukcja z HBO), Sparrow (horror 3 D). W kilka miesięcy od powołania – w grudniu 2009 roku Spółka debiutuje na alternatywnym rynku obrotu giełdowego New Connect. W ramach działalności East Pictures SA jest również jedynym producentem nagrań w wykonaniu zespołu Wolny Przedział (z liderem i pomysłodawcą Zbigniewem Szukalskim) składających się na płytę „Śpiew to życie”. Płyta udanie debiutując zajęła I miejsce w internetowym konkursie na Trójmiejską Płytę Roku 2012.
W 2014 roku Tomasz Tokarski zostaje pomysłodawcą stworzenia symulatora ratowniczej szalupy zrzutowej, który ma pozwolić na prowadzenie obowiązkowych szkoleń w zakresie ratownictwa morskiego w warunkach zbliżonych do naturalnych, jednakże bez niepotrzebnego ryzyka, jakie towarzyszy szkoleniom tradycyjnym. Pomysł okazuje się unikatowy w skali światowej, gdyż nikt jeszcze nie ma takiego rozwiązania. W celu realizacji projektu powołana zostaje spółka Spółki Sim-Systems Sp. z o.o. z siedzibą w Gdyni. Duże zainteresowanie ze strony rynku, a także pojawiające się liczne koncepcje kierunków dalszego rozwoju wygenerowały potrzebę powołania kolejnego podmiotu i tak w 2018 roku wspólnie ze szwajcarską firmą o zasięgu globalnym – Bibus Menos, powołano spółkę Syms Sp. z o.o. z siedzibą w Gdańsku.
W wyniku licznych podróży na Florydę związanych z realizacją powyższego projektu, obserwacja tamtejszych trendów na rynku turystycznym oraz nieruchomości Tomasz Tokarski znajduje kolejną doskonałą okazję inwestycyjną związaną z wynajmem krótkoterminowym nieruchomości o wysokim standardzie. Najlepszym sposobem na sfinansowanie tego przedsięwzięcia okazała się właśnie tokenizacja, która pozwala na „demokratyzację” procesu inwestycyjnego na rynku nieruchomości w wyniku czego niemal każdy będzie miał możliwość stania się współudziałowcem w nieruchomości o wartości wielu milionów. Projekt pod roboczą nazwą FloToken rozpoczęto w październiku 2017 roku. Skala projektu spowodowała konieczność przeprowadzenia bardzo dokładnej analizy w wielu obszarach związanych z jego realizacją, co okazało się procesem czasochłonnym, jednakże obecnie projekt znajduje się już w ostatniej fazie przed jego uruchomieniem. Od samego początku zakładano, że projekt FloToken zostanie przeprowadzony w sposób w pełni profesjonalny i transparentny, w oparciu o obowiązujące na rynkach finansowych przepisy zarówno Unii Europejskiej, jak i Stanów Zjednoczonych. Wynikający z tego stopień skomplikowania projektu spowodował konieczność nawiązania współpracy z najlepszymi specjalistami na tym rynku, co doprowadziło do zaproszenia w 2018 roku do współpracy firmy SVS Capital Partners z Frankfurtu nad Menem. Doskonale znani na rynku IPO i STO Sven Roger von Schilling oraz Ruben Bach od wielu miesięcy pełnią funkcję doradców i gwarantów najwyższych standardów zastosowanych przy realizacji projektu FloToken.
Ponad roczna praca nad optymalizacją projektu FloToken zaowocowała zdefiniowaniem obszarów, których rozwój przyczyni się do zwiększenia jego rentowności. Jednym z takich obszarów jest wykorzystanie doskonałych warunków pogodowych, a w szczególności nasłonecznienia w celu znaczącego obniżenia lub nawet wyeliminowania kosztów energii elektrycznej. W tym celu powołano spółkę E+collector Sp. z o.o. z siedzibą w Gdyni, której zadaniem jest instalacja kolektorów słonecznych w nieruchomościach wchodzących w skład portfela projektu FloToken, a także realizacja własnych projektów energetycznych na terenie USA. O atrakcyjności takiego przedsięwzięcia świadczy fakt, że funkcje Prezesa Zarządu w E+collector objął Sven Roger von Schillig, a Tomasz Tokarski pełni funkcję prokurenta.

## Aktywność zawodowa w USA i Meksyku
Poza aktywnościami opisanymi powyżej, począwszy od 2006 roku Tomasz Tokarski jest założycielem lub współzałożycielem kilku podmiotów w USA:
- CERS LLC – odpowiednik polskiego Centrum Edukacji Rozwoju i Szkoleń ze szczególnym skoncentrowaniem działalności na terenie centralnej Florydy w zakresie neuroplastyki. Na tym polu Tokarski jest również współautorem specjalistycznego oprogramowania przeznaczonego na potrzeby neuroplastyki pod nazwą TOMMAR. Obecnie testowana jest 4 generacja oprogramowania TOMMAR 4.1. / 19
- SimSystems West LLC – przedstawicielstwo Sim-Systems Sp. z o.o. oraz Syms Sp. z o.o. na terenie USA
- DMT LLC – operator dla nowych technologii między innymi dla polskiej spółki E+Collector (DMT to skrót od: Development of Modern Technologies)
- 2017 – realizacja Systemu Szkoleniowego opartego na symulatorze Ratowniczej Łodzi Zrzutowej typu FFB – Floryda, USA
- 2018 – kompleksowa realizacja Systemu Szkoleniowego opartego na symulatorze Ratowniczej Łodzi Zrzutowej typu FFB – Yucatan, Mexico

## Koszykówka
- Jest absolwentem Sportowej Szkoły Podstawowej nr 14 w Gdyni – klasy o profilu sportowym ze specjalizacją koszykówka. Wspólnie z drużyną Mistrz regionu pomorskiego w koszykówce chłopców (młodzicy), dwukrotnie brązowy medalista Mistrzostw Polski MKS (kadeci) oraz 5 miejsce na Finałach Ogólnopolskiej Spartakiady Młodzieży (kadeci/juniorzy) w Prudniku w 1989 r.
- Mierzący 196 cm, jako rozgrywający/obrońca i skrzydłowy reprezentant w drużynie koszykówki Sportowej Szkoły Podstawowej nr 14 w Gdyni, MKS Gdynia oraz Start Gdynia

## Nagrody i konkursy
- 2011 – PFFF w Gdyni za największą frekwencję sezonu 2010/2011 „Ciacho”
- 2012 – film 4:13 do Katowic – Festiwal Filmowy w Nowym Jorku – Pierwsza nagroda w Kategorii Narrtive
- 2016 i 2017 – konkursy UE 2.2.1. pozycje 4 i 8 z dotacjami na ok. 1 mln każdy odpowiednio system szkoleniowy w oparciu o FFB (szalupa zrzutowa swobodnego spadku) oraz szalupa boczna.
- 2019 – Nagroda za najlepsze ICO/STO projektu FloToken przyznana podczas Finance World Expo w Zugu, marzec 2019[3]